# 中国美术馆
中国美术馆，位于北京市东城区五四大街1号，是中华人民共和国国家级美术博物馆和中国大陆規模最大的美术馆。
中国美术馆是以收藏、展示、研究中国近现代艺术家作品为重点的国家造型艺术博物馆。1963年6月，毛泽东题写了“中国美术馆”馆额，明确了中国美术馆的国家美术馆地位以及办馆性质。

## 历史

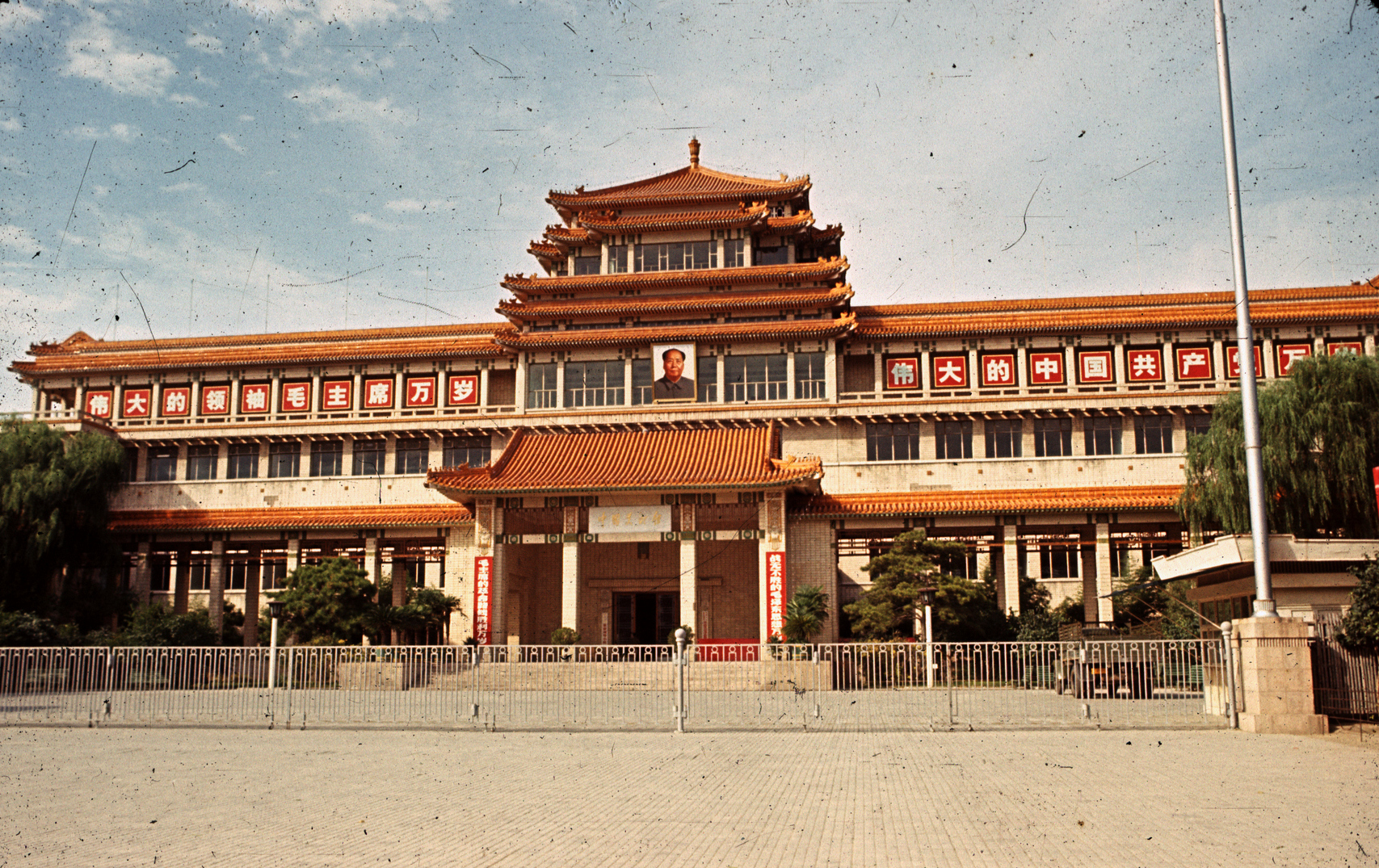
1965年的中国美术馆

1958年9月，中央美术展览馆被北京市政府确定为中华人民共和国国庆十周年的十大工程项目。《首都国庆十大建筑简报》1958年第四期刊登了美术工作会议纪要，其中记载在该会议上讨论的十大建筑意见中，人民大会堂居首，其后还有中国革命博物馆、中国历史博物馆、民族文化宫、美术馆、军事博物馆、农业展览馆、科学馆、歌剧院等等，美术馆被纳入十大建筑规划及建设项目。但后来，由于国家财力有限，美术馆未能按时在1959年中华人民共和国成立十周年时建成，所以未能跻身当时的十大建筑。
中国美术馆公布的《美术馆建馆工作报告》中指出，1958年11月21日动工以来，“工程进行基本是顺利的。至今年（1959年）一月底，因建筑材料中之钢筋、木材供应紧张和施工力量不足，为了保证首都国庆工程之重点工程按期完成，国庆工程办公室在本年第一季度内，不再供应美术馆所得各项材料，并将美术馆大部分施工力量分批调往侨联大厦工地。截至目前，美术馆工地虽未全部停工，实已陷入大停小做状态中。”
1960年中华人民共和国国庆之后，北京市政府决定用国庆竣工工程的剩余物资及款项，完成美术馆工程的主体项目，并于1960年下半年全面恢复美术馆工程的施工。1960年4月，美术馆复工时，专门成立了建馆小组，成员包括周巍峙、蔡若虹、吴仲超、刘开渠、叶浅予、吴作人、王朝闻、华君武、陈半丁等等，任务是确定建馆方针、调集干部、解决机构编制、审核陈列计划及经费预算。1961年11月15日，美术馆主体工程竣工，并且获得第一批捐赠——陈树人作品116件。1962年5月23日，第三届全国美术展在该美术馆开幕。

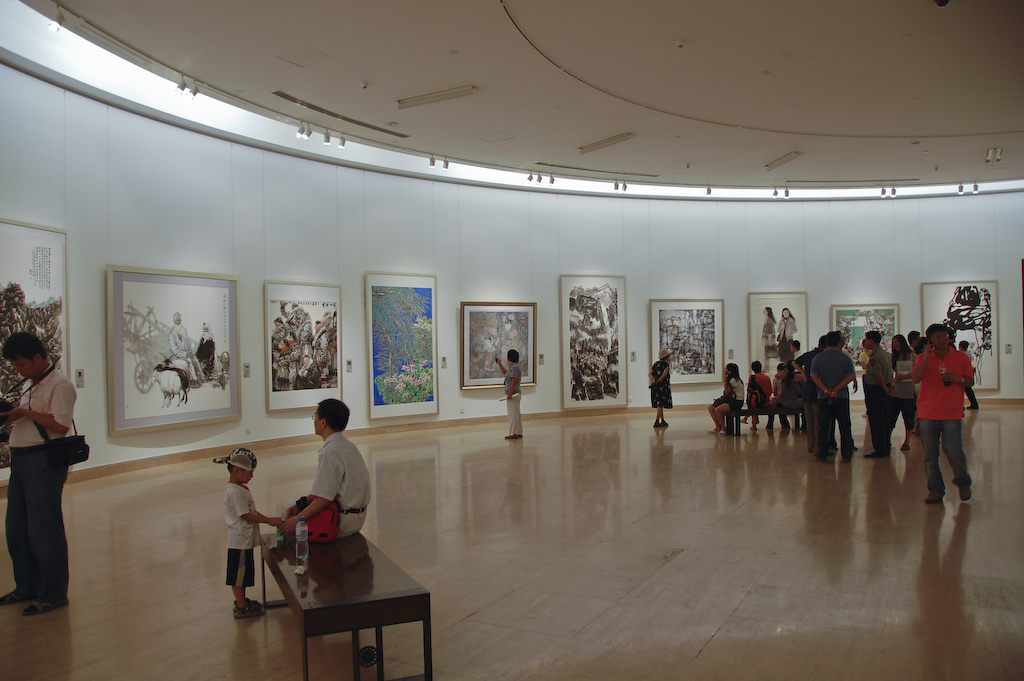
中国美术馆内景

1963年2月14日，中华人民共和国文化部任命中央美术学院副院长刘开渠兼任中国美术馆馆长，张谔任副馆长。1963年3月23日，美术馆工程竣工验收。1963年6月1日，毛泽东为其亲笔题字，最初定为“中国美术展览馆”，毛泽东决定改为“中国美术馆”，由此确定了该馆的国家美术博物馆的地位。
中国美术馆的主楼为中国古典阁楼回廊式建筑，飞脊高檐，黄琉璃瓦配玻璃花饰及乳白色面砖，以突出中国民族风格。中国美术馆的建筑是由建筑师戴念慈设计。戴念慈借鉴了敦煌莫高窟96号窟“九层楼”飞檐形式，将飞檐重叠压缩在塔顶上，形成了七层飞檐。国务院总理周恩来说，这是城市建筑，应有城市园林的特点，能让观众、人民休闲，所以他建议加上长廊，并种植竹林。

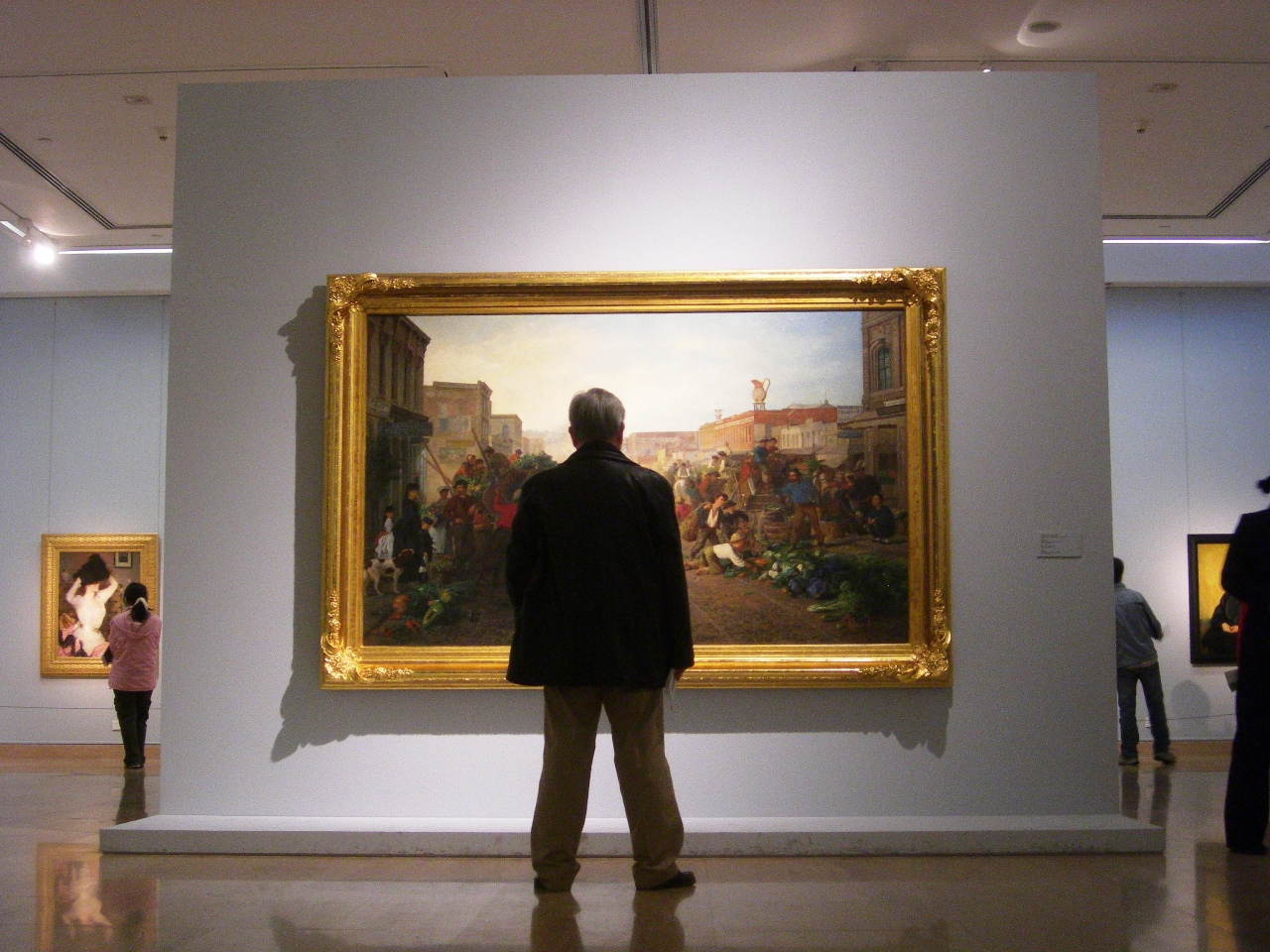
中国美术馆内景

1976年唐山大地震时，中国美术馆横梁断裂，地基下陷，主楼向东面倾斜。1990年，中国美术馆主楼进行了首次大修，主要是抗震加固。中国美术馆建成后，一直没有藏品库。1995年，藏品库及配套用房动工兴建，1998年底竣工，藏品库在主楼后面。
2002年，中国美术馆修葺工程开工，2003年第一期工程竣工，2003年7月23日展览大厅对外开放，此时恰逢该馆建馆四十周年。经过此次装修改造，中国美术馆主楼面积由原先的17051平方米扩建到5328平方米［应为：增加5,328平方米。改造后总建筑面积22,379平方米。］，展厅从原先的14个增加到21个。本次开馆推出5个藏品陈列常设展，包括《百年美术——中国美术馆藏精品陈列》、《中国美术馆藏民间剪纸陈列》、《中国美术馆藏无锡彩塑陈列》、《刘开渠捐赠作品陈列》、《中国美术馆藏德国路德维希夫妇捐赠国际艺术品陈列》。

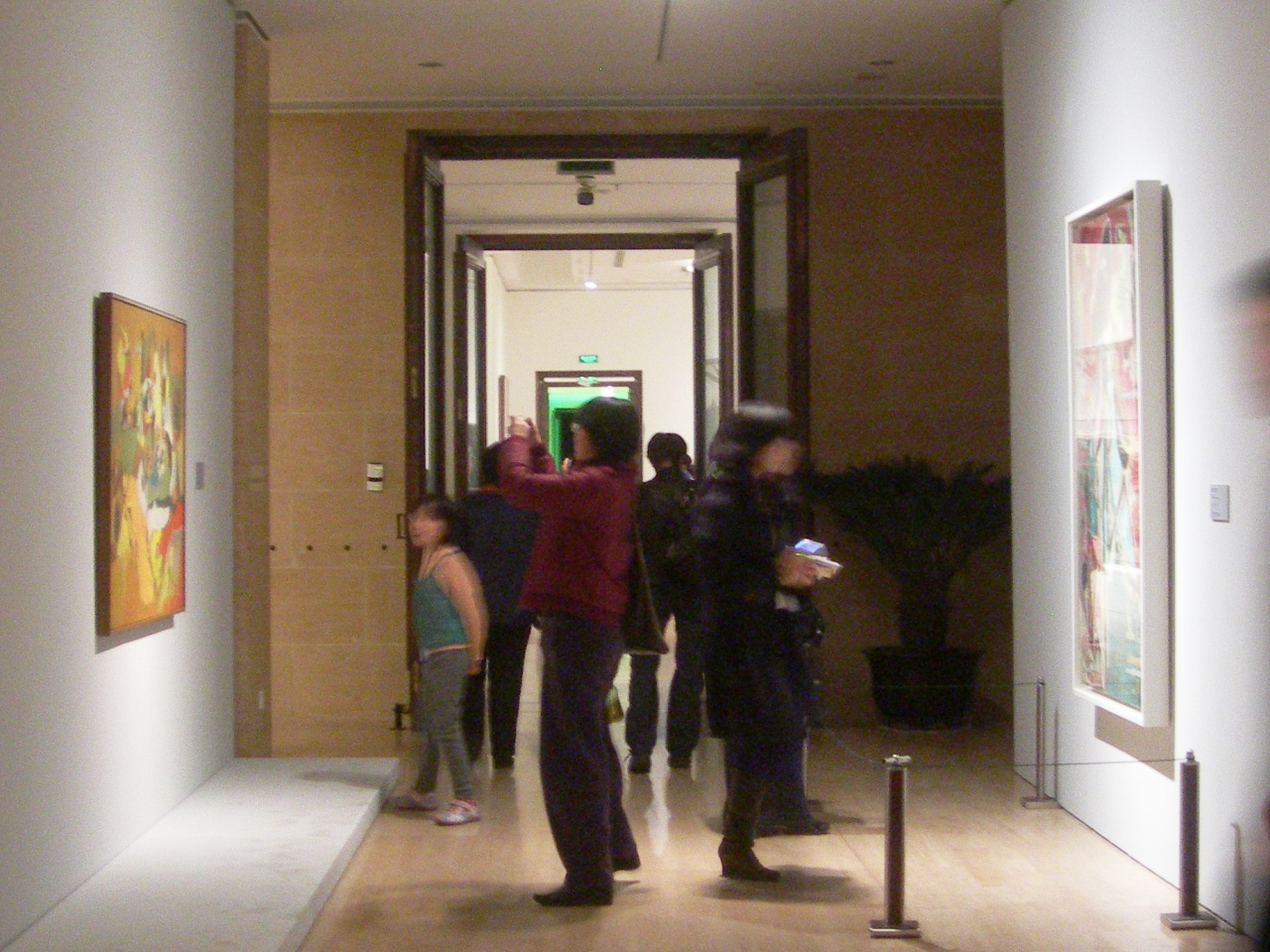
中国美术馆内景

本来中国美术馆第二期工程的设想是在老馆西侧至皇城根遗址公园的将近1.9公顷土地上扩建成一座4万平方米的新馆，计划在2007年完成。但后来中央决定改为选址于北京奥林匹克公园中心区内，毗邻中国国家体育场（鸟巢）、国家游泳中心（水立方），建筑面积近13万平方米，工程纳入国家“十二五”规划。

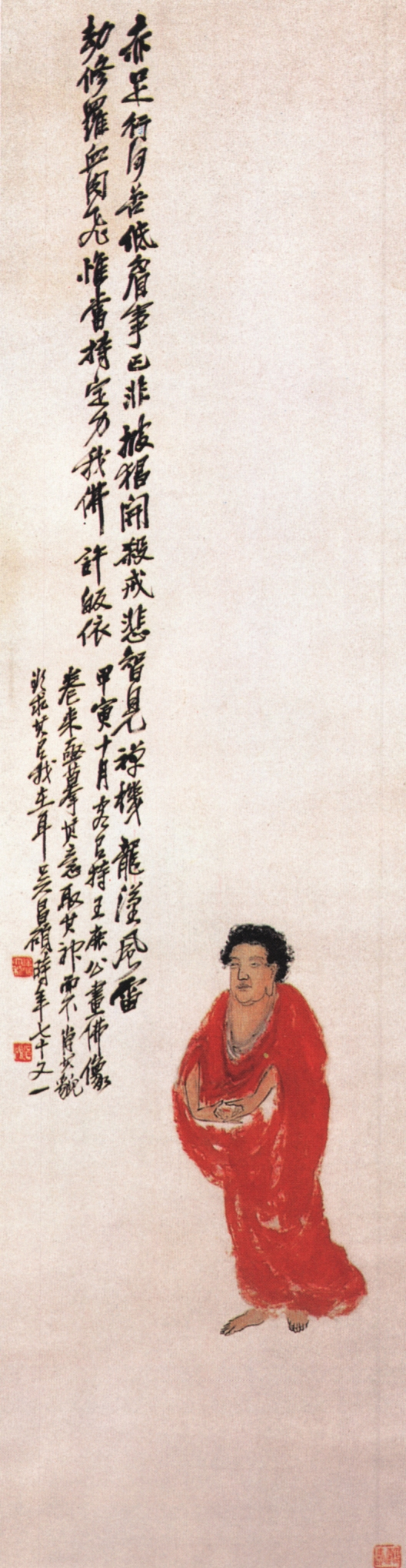
《佛像图》，吴昌硕作，中国美术馆藏

2008年，中国美术馆新馆兴建计划宣布。最终法国设计师让·努维尔的设计方案中标。2013年2月26日，让·努维尔的设计方案图纸公布，引发关注。预计中国美术馆新馆工程将于2015年完工，届时该馆将成为北京中轴线上新的地标，和不远处的鸟巢相辉映。
2011年3月2日，中国美术馆开始实行免费开放。免费开放后，中国美术馆采取网上预约和现场领票相结合的方式开放。
2012年，“中国美术馆”被列为北京市东城区普查登记文物。

## 展览
中国美术馆的主体大楼是仿古楼阁式建筑，黄琉璃瓦大屋顶，四周围绕着廊榭。主楼建筑面积22379平方米，一到五层楼共设有20个展览厅，展览总面积达到7000平方米，展线总长达到2110米。
中国美术馆收藏着11万余件美术作品，以中华人民共和国成立前后时期的作品为主，兼收中华民国初期、清朝和明末艺术家的重要作品。藏品中有对20世纪中国传统绘画产生过重要影响的画家的作品，包括齐白石、任伯年、吴昌硕、黄宾虹、徐悲鸿、顏文樑、朱士傑、李可染、司徒乔、羅工柳、艾中信、吴作人、吴冠中、胡善餘等人的作品，此外还有许多中国美术家的代表作品及重大美术展览的获奖作品。另有大量民间美术作品，如剪纸、年画、皮影、彩塑、玩具、演具、风筝、木偶、民间绘画、刺绣等等。中国美术馆的藏品包括绘画、雕塑、民间美术、陶艺等几十个品类。
中国美术馆常年举办各类美术展览以及国内外艺术家作品展览。历年举办的重要展览及相关事件有：
- 1965年1月，中国美术馆的第一个陈列展“中国美术馆建国以来部分美术作品藏品陈列”在二楼展厅开幕。
- 1965年12月19日，《收租院》泥塑展在中国美术馆开幕，中央领导朱德、彭真等先后观展，每日接待观众两万人次。
- 1978年，刘海粟在中国美术馆作《中国画的继承与创新》及有关模特儿问题的学术讲座，引发了争议。
- 1979年9月27日，第一届“星星美展”在中国美术馆东侧的街头展出，次日即遭公安局叫停。

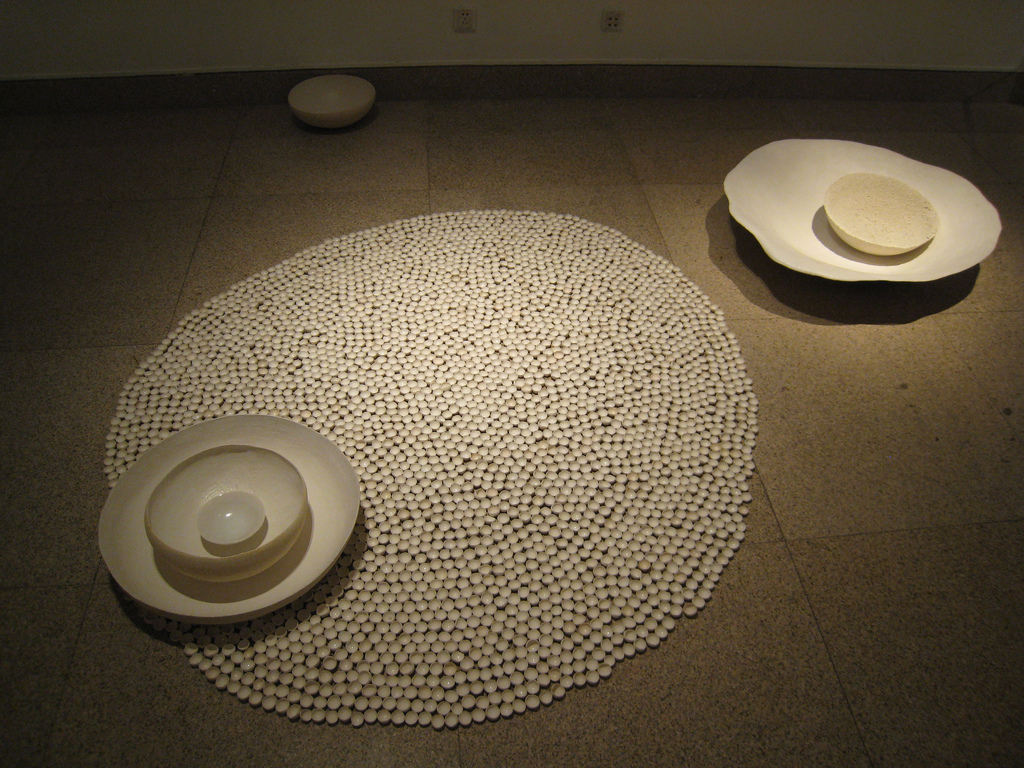
2008年的展览

- 1980年12月21日，“第二届全国青年美术展览”开幕。罗中立油画《父亲》获得一等奖并且被收藏。
- 1981年9月1日，“波士顿博物馆美国名画原作展”开幕，这是中美建交后首个来华的美国官方艺术展览。
- 1983年6月15日，为纪念张大千逝世，“张大千画展”开幕，15天的展期内参观者达6万人次。
- 1988年12月22日，中国首次公开举办的人体艺术画展“油画人体艺术大展”开幕，引发轰动。
- 1989年2月5日至19日，“中国现代艺术展”举办，标志着前卫艺术在中国大陆“登堂入室”。
- 1993年2月15日，“法国罗丹艺术大展”开幕，1个月的展期内参观者达十余万。
- 1996年11月20日，“德国著名收藏家彼得·路德维希、伊蕾娜·路德维希捐赠国际艺术品展览”开幕。
- 1998年2月18日，蒋兆和的夫人萧琼将《流民图》捐赠给中国美术馆。
- 2008年1月19日，“盛世和光——敦煌艺术大展”开幕，是中国有史以来规模最大的敦煌艺术展，观众量突破60万，创下了观展人数纪录。
- 2008年6月11日，中国美术馆收藏首件电子媒体艺术作品——玛格达里纳·派德琳女士（克罗地亚）的作品《名字成了字母组合游戏》。
- 2008年8月19日，“蔡国强：我想要相信”开幕，这是中国美术馆举办的第一个中国当代艺术家大型个展。[4]
- 2018年9月5日至16日舉辦《十竹齋木版水印藝術作品展》，展出杭州十竹齋藝術館的經典作品和創作工具，重現明代十竹齋集畫、刻、印的精妙木版水印技藝[10]。
- 2020年7月1日，举办《崇高的信仰——中国美术馆庆祝中国共产党成立99周年美术作品展》，展出颜文樑的《南湖》等经典红色题材作品。

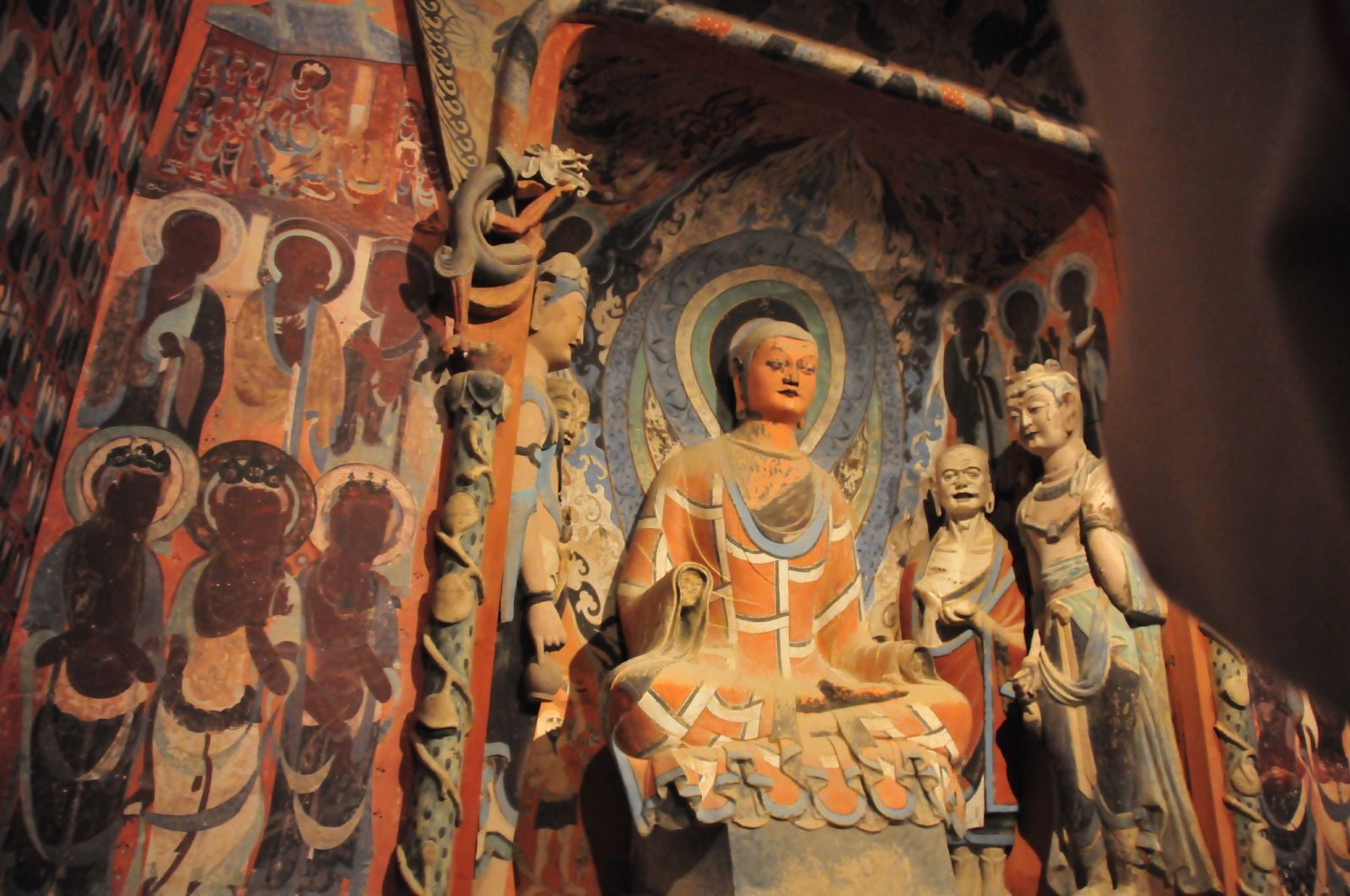
2008年“盛世和光——敦煌艺术大展”
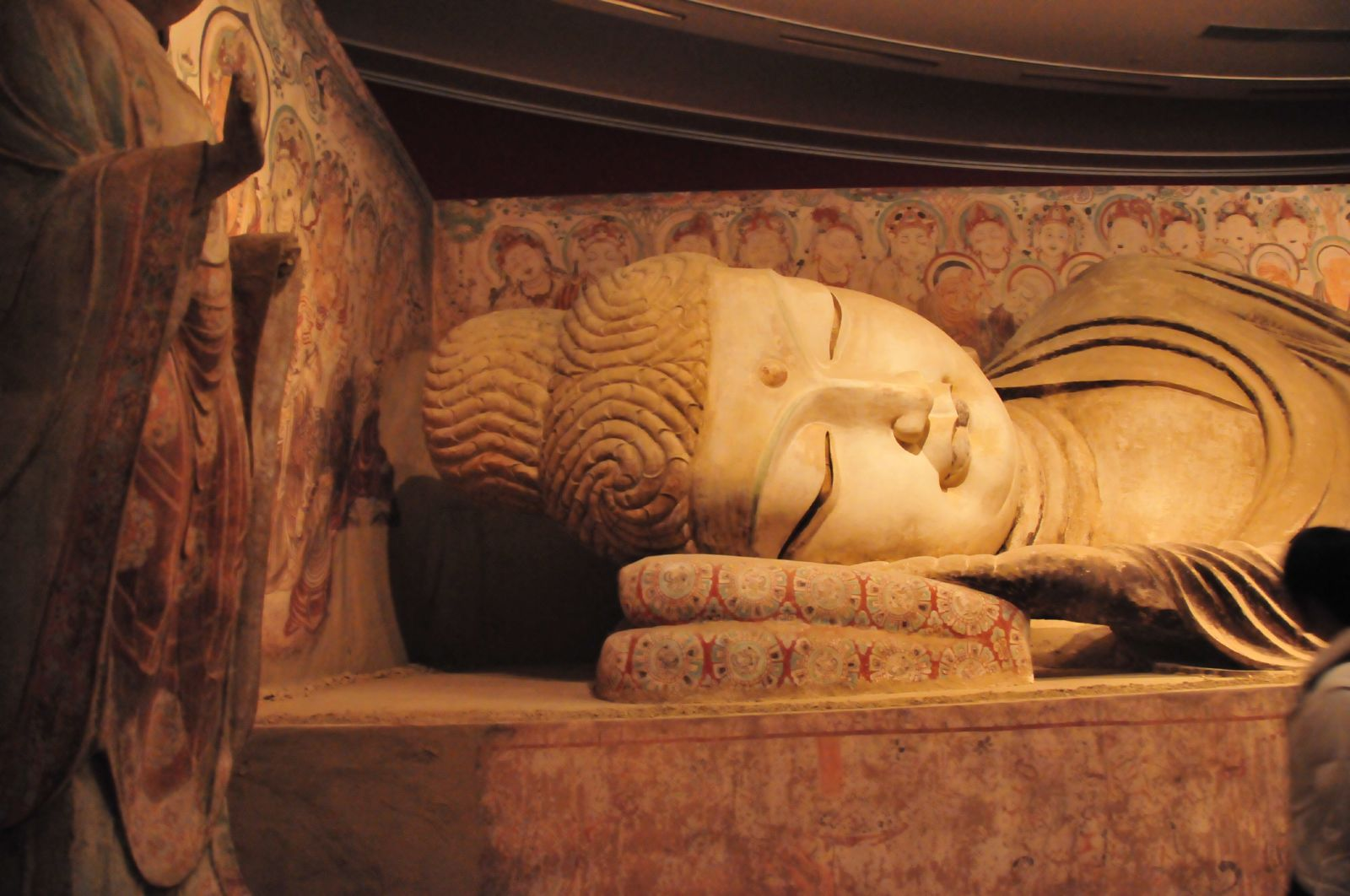
2008年“盛世和光——敦煌艺术大展”
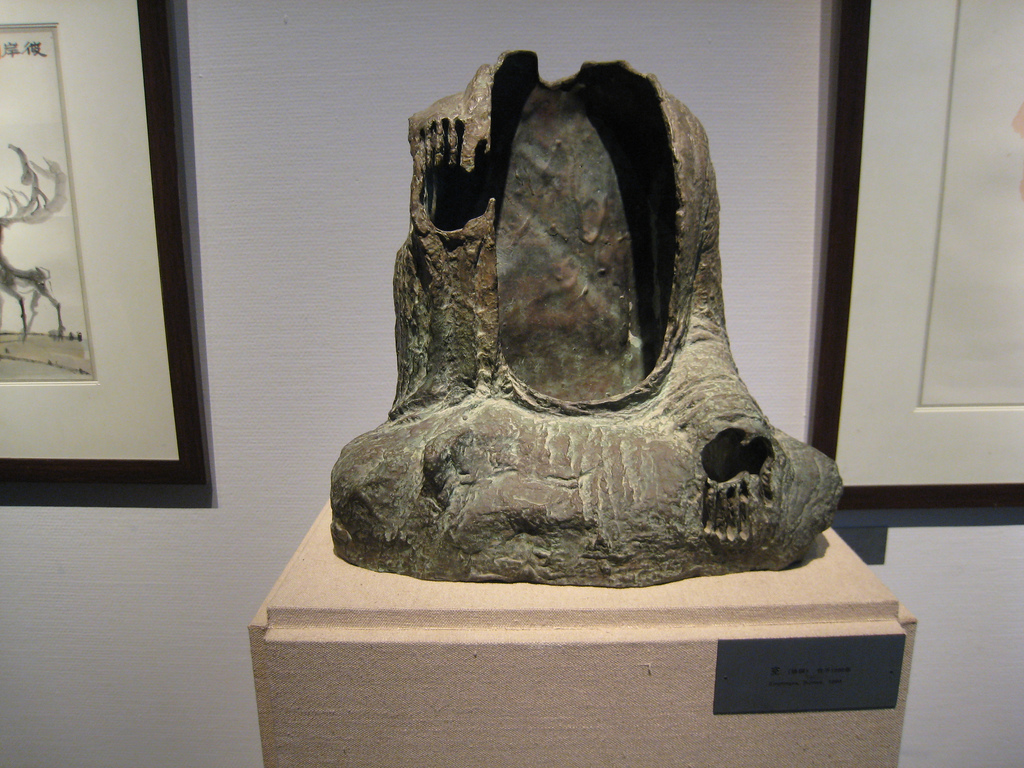
《空》，李维祀作，2008年“李维祀艺术展”
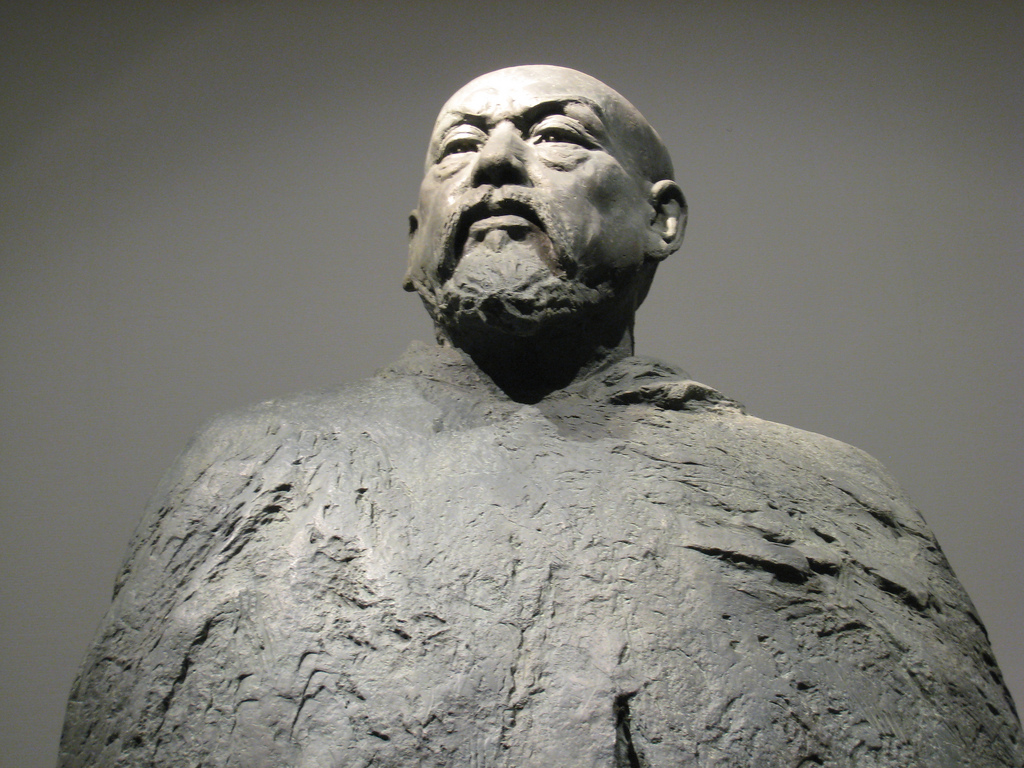
《林则徐》，李维祀作，2008年“李维祀艺术展”
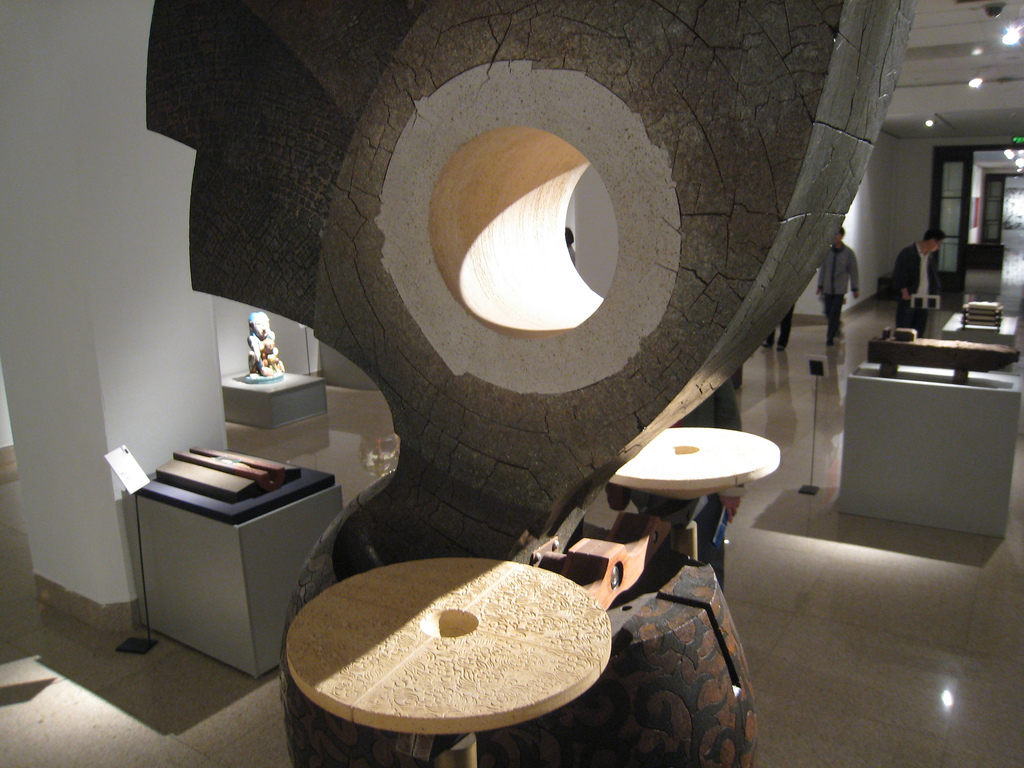
2008年的展览
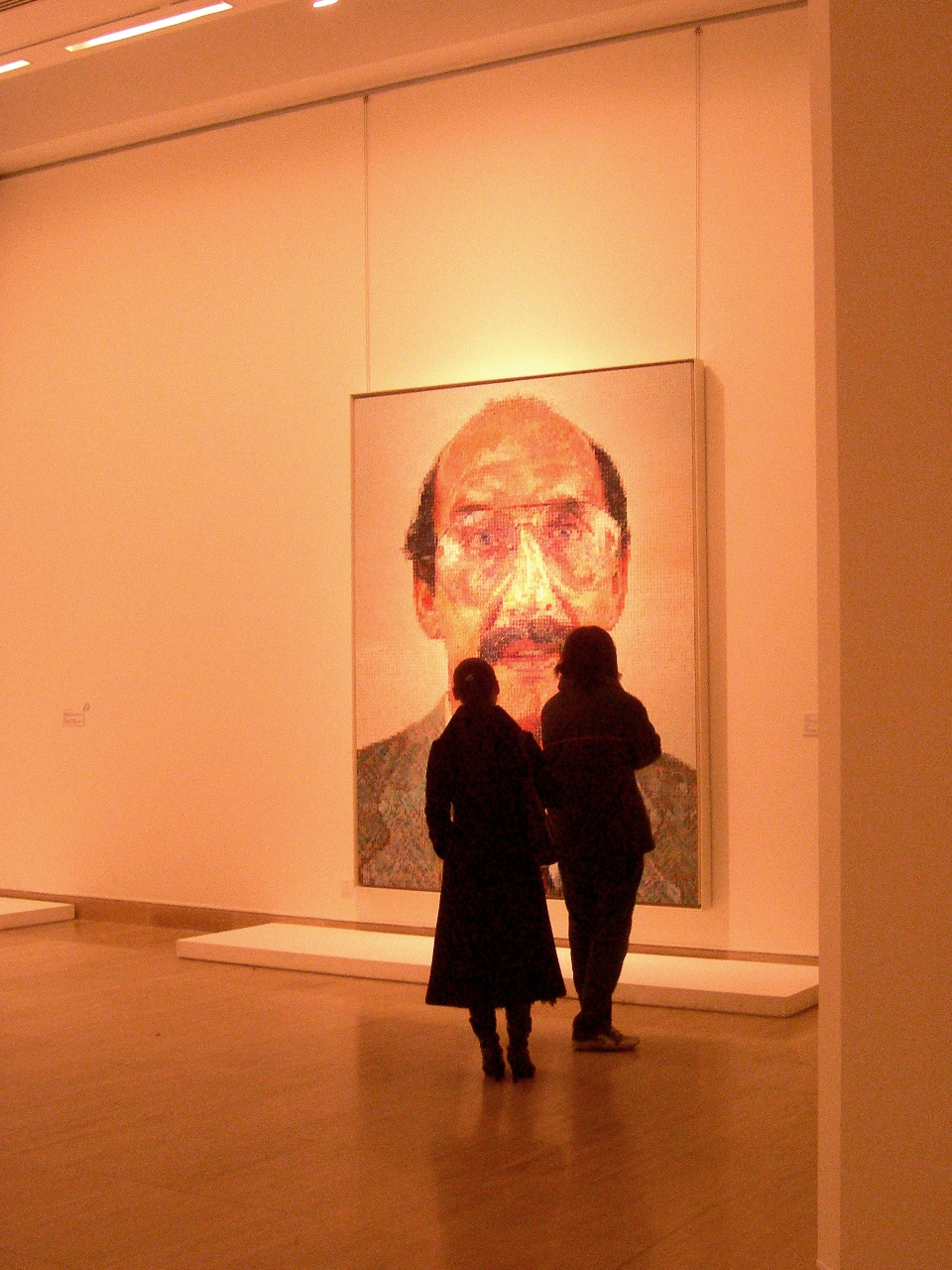
2007年的展览
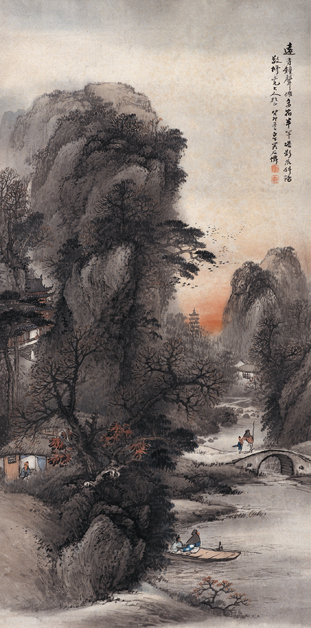
国画《远寺夕照图》，1903年吴石仙作，中国美术馆藏
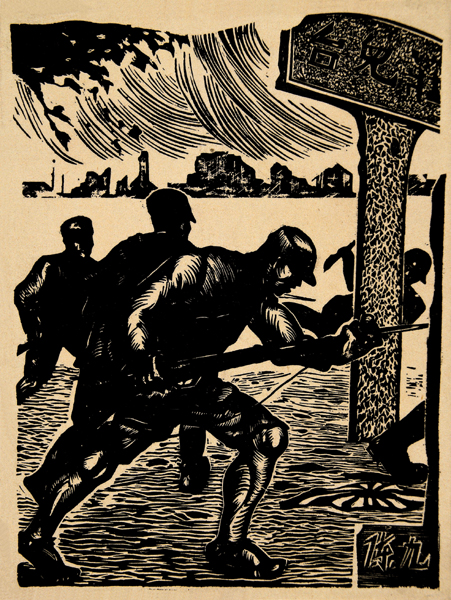
版画《光荣的战绩》，1938年陈九作，中国美术馆藏

## 历任馆长
1. 刘开渠（1963年2月14日—？）[4]
2. 刘开渠（1980年7月—1993年6月25日逝世）[4]
3. 杨力舟（1999年3月16日—2004年4月）[4]
4. 冯远（2004年4月29日—2005年12月）[4]
5. 范迪安（2005年12月—2014年9月）[4]
6. 吴为山（2014年9月—）[11]